# Чаоджоу
 Тази статия е за града в Гуандун, Китай.  За града в Тайван вижте Чаоджоу (Тайван).  
Чаоджоу (на китайски: 潮州) е град в провинция Гуандун, югоизточен Китай. Населението му е около 2 670 000 души.
Разположен е на 18 метра надморска височина над делтата на река Хан, на 30 километра северозападно от бреговете на Южнокитайско море и на 32 километра северно от центъра на град Шантоу. Селището е известно от епохата Хан, като жителите му са от етническата група чаоджоуци, говорещи южномински диалект.

## Известни личности
Родени в Чаоджоу